# تشارلي غيلمور (لاعب كرة قدم)
تشارلي غيلمور (بالإنجليزية: Charlie Gilmour)‏ هو لاعب كرة قدم بريطاني في مركز central midfielder ‏، ولد في 11 فبراير 1999 في برايتون في المملكة المتحدة. لعب مع نادي أرسنال ونورويتش سيتي.